# Grand Gourou
Pour les articles homonymes, voir Kangourou (homonymie) et Gourou (homonymie).
Grand Gourou (Kanga en anglais) est un kangourou, personnage de l'univers de Winnie l'Ourson, créé par Alan Alexander Milne. C'est la mère de Petit Gourou, d'où parfois son appellation de Maman Gourou. Elle aime beaucoup son fils et a une séquence de chansons à elle seule dans Les Aventures de Porcinet et Winnie l'ourson et l'Éfélant. Elle habite dans une des plus grandes maisons de la Forêt des rêves bleus. Inventée par Alan Alexander Milne, Grand Gourou a un chapitre qui lui est dédié dans les histoires de A. A. Milne tome 1, où elle arrive dans la forêt.
Elle apparaît dans la plupart des films Disney avec Winnie :
- Les Aventures de Winnie l'ourson
- Les Aventures de Tigrou
- Les Aventures de Porcinet
- Les Aventures de Petit Gourou
- Winnie l'ourson et l'Éfélant
- Winnie l'ourson : Lumpy fête Halloween
- Mes amis Tigrou et Winnie : Un Noël de super détectives

## Interprètes
- Voix originale : Kath Soucie
- Voix allemande : Erna Haffner, Inge Landgut, Ellen Rappus-Schikowski (1977)
- Voix française : Micheline Dax (1977); Claude Chantal (1997-2000) ; Céline Monsarrat (2003)
- Voix italienne : Aurora Cancian